# Покрово-Берёзовка
 Покрово-Берёзовка  — село Пензенского района Пензенской области России. Административный центр Покрово-Березовского сельсовета.

## География
Находится в центральной части Пензенской области на расстоянии приблизительно 14 км на запад-юго-запад от районного центра села Кондоль.

## История
Основано во второй половине XVIII века камер-юнкером В.С. Васильчиковым на речке Малой Берёзовке, оставалось вотчиной Васильчиковых до 1917 году. На карте Петровского уезда 1783 году показана как сельцо Покровское, Березовка тож. В 1842 году на средства Васильчикова построена деревянная и обложена кирпичом Покровская церковь. В 1859 году насчитывалось 80 дворов. В 1877 году — 153 двора, церковь, школа, лавка, торжок по пятницам, винокуренный завод. В 1894 году в населенном пункте 159 крестьянских семей. В 1911 году 183 двора, церковь, земская школа, почтовая контора, базар, ярмарка. В 1921 году село Березовка — центр Покрово-Березовской волости Петровского уезда, 188 дворов. В 1955 году центральная усадьба колхоза имени Ленина. В 1966 году в черту села включена центральная усадьба совхоза «Широкополье». В 2004 году-175 хозяйств.

## Население
| 1795  | 1859  | 1877 | 1884 | 1897 | 1911  | 1921  |
| ----- | ----- | ---- | ---- | ---- | ----- | ----- |
| 282   | ↗717  | ↗826 | ↗903 | ↗976 | ↗1087 | ↗1322 |
| 1926  | 1930  | 1939 | 1959 | 1979 | 1989  | 1996  |
| ↘1218 | ↗1264 | ↘875 | ↘655 | ↘570 | ↘478  | ↘453  |
| 2002  | 2010  |      |      |      |       |       |
| ↘408  | ↘362  |      |      |      |       |       |

## Инфраструктура
Личное подсобное хозяйство.
Основа экономики — сельское хозяйство.

## Транспорт
Село доступно автотранспортом.